# Роули, Билл
Уи́льям Спе́нсер Ро́ули (англ. William Spencer Rowley), более известный как Билл Ро́ули (англ. Bill Rowley; 11 сентября 1865 — 16 марта 1934) — английский футболист, вратарь. Выступал за футбольные клубы «Берзлем Порт Вейл», «Сток» и «Лестер Фосс», провёл 2 матча за национальную сборную Англии. Также на протяжении двух сезонов был главным тренером «Стока».

## Биография
Родился в сентябре 1865 года в Хэнли (ныне входит в состав Сток-он-Трента, графство Стаффордшир). Футбольную карьеру начал в команде «Хэнли Орион», выступая там в роли центрального нападающего. В августе 1883 года стал игроком клуба «Сток» и выступал за резервную команду клуба, но уже в роли вратаря. В апреле 1884 года перешёл в клуб «Берзлем Порт Вейл», где сразу же закрепился в роли основного вратаря. За два с половиной года, проведённые им в клубе, он провёл 66 матчей и даже забил один гол (в игре Кубка Берзлема 1885 года против «Айронбриджа»).
1 мая 1886 года получил перелом ребра в товарищеской игре против «Стока». «Берзлем Порт Вейл» подал на «Сток» в суд графства Стаффордшир и выиграл дело, после чего «Сток» заплатил 20 фунтов стерлингов (деньги были переданы на благотворительность). В начале 1887 года Роули перешёл в «Сток».
В 1888 году была создана Футбольная лига Англии. «Сток» был одним из основателей этого турнира. 8 сентября 1888 года Роули дебютировал в первом в истории розыгрыше Футбольной лиге в матче против «Вест Бромвич Альбион». Всего в том сезоне он провёл за команду 21 матч, в трёх из них сохранив ворота «сухими». По итогам сезонов 1888/89 и 1889/90 «Сток» занимал последнее место в турнирной таблице Футбольной лиги, и в 1890 году выбыл в Футбольный альянс. В сезоне 1890/91 «Сток» стал чемпионом Футбольного альянса и вернулся в Футбольную лигу.
2 марта 1889 года Билл Роули дебютировал за национальную сборную Англии в матче Домашнего чемпионата против сборной Ирландии на стадионе «Энфилд»; англичане одержали в том матче победу со счётом 6:1. Свой второй (и последний) матч за национальную сборную Роули провёл три года спустя: 5 марта 1892 года в рамках Домашнего чемпионата англичане обыграли ирландцев со счётом 2:0. Роули удалось не просто сохранить свои ворота «сухими», но и отразить пенальти, став первым вратарём сборной Англии, которому удалось это достижение.
За свою футбольную карьеру Роули несколько раз получал серьёзные травмы, вследствие чего пропустил много матчей. Так, в сезоне 1894/95 он получил перелом грудины, из-за чего почти не играл на протяжении последующих сезонов.
В 1895 году стал главным тренером «Стока». Занимал эту должность на протяжении двух сезонов. Под его руководством «гончары» заняли шестое место в сезоне 1895/96 (лучший результат за всю историю на тот момент), однако в следующем сезоне «Сток» занял лишь 13-е место. В сентябре 1897 года главным тренером «Стока» стал Хорас Остерберри, а Билл Роули стал «генеральным секретарём» клуба. Считался «харизматичным дельцом», часто оплачивал трансферы игроков из собственных средств. Он организовал сделку по переходу Алана Максуэлла из «Дарвена», причём Роули договорился в качестве платы за трансфер передать не деньги, а кованые железные ворота.
В августе 1898 года Роули перешёл в клуб «Лестер Фосс», но провёл за команду только 1 матч, после чего Футбольная ассоциация Англии дисквалифицировала его, отказавшись санкционировать его трансфер из «Стока». Роули окончательно завершил карьеру игрока.
Помимо футбола Роули играл в бейсбол. В 1890 году он сыграл за бейсбольную команду «Сток» в Национальной лиге бейсбола Великобритании.

## Стиль игры
Билла Роули описывали как «храброго и хладнокровного вратаря», а также как «бесстрашного вратаря с мощным ударом», который «хорошо обращался с мячом и не боялся» идти в жёсткие стыки.
Из-за своего рискованного («бесстрашного») стиля игры часто получал травмы в столкновении с нападающими соперника, был популярной фигурой среди болельщиков. Однако его критиковали за плохие передачи.

## Статистика выступлений

### Клубная статистика
| Клуб             | Сезон            | Лига              | Лига | Лига | Кубок | Кубок | Итого | Итого |
| Клуб             | Сезон            | Дивизион          | Игры | Голы | Игры  | Голы  | Игры  | Голы  |
| ---------------- | ---------------- | ----------------- | ---- | ---- | ----- | ----- | ----- | ----- |
| Сток             | 1886/87          |                   | —    | —    | 1     | 0     | 1     | 0     |
| Сток             | 1887/88          |                   | —    | —    | 4     | 0     | 4     | 0     |
| Сток             | 1888/89          | Футбольная лига   | 21   | 0    | 0     | 0     | 21    | 0     |
| Сток             | 1889/90          | Футбольная лига   | 21   | 0    | 3     | 0     | 24    | 0     |
| Сток             | 1890/91          | Футбольный альянс | 6    | 0    | 0     | 0     | 6     | 0     |
| Сток             | 1891/92          | Футбольная лига   | 24   | 0    | 5     | 0     | 29    | 0     |
| Сток             | 1892/93          | Первый дивизион   | 30   | 0    | 1     | 0     | 31    | 0     |
| Сток             | 1893/94          | Первый дивизион   | 10   | 0    | 2     | 0     | 12    | 0     |
| Сток             | 1894/95          | Первый дивизион   | 7    | 0    | 0     | 0     | 7     | 0     |
| Сток             | 1895/96          | Первый дивизион   | 1    | 0    | 0     | 0     | 1     | 0     |
| Сток             | 1896/97          | Первый дивизион   | 4    | 0    | 0     | 0     | 4     | 0     |
| Сток             | Итого            | Итого             | 124  | 0    | 16    | 0     | 140   | 0     |
| Лестер Фосс      | 1897/98          | Второй дивизион   | 1    | 0    | 0     | 0     | 1     | 0     |
| Всего за карьеру | Всего за карьеру | Всего за карьеру  | 125  | 0    | 16    | 0     | 141   | 0     |

### Статистика в сборной
| Сборная | Год   | Игры | Голы |
| ------- | ----- | ---- | ---- |
| Англия  | 1889  | 1    | 0    |
| Англия  | 1892  | 1    | 0    |
| Итого   | Итого | 2    | 0    |

## Тренерская статистика
| Команда | Начало работы | Завершение работы | Показатели | Показатели | Показатели | Показатели | Показатели |
| Команда | Начало работы | Завершение работы | И          | В          | Н          | П          | % побед    |
| ------- | ------------- | ----------------- | ---------- | ---------- | ---------- | ---------- | ---------- |
| Сток    | Август 1895   | Май 1897          | 66         | 29         | 4          | 33         | 043,9      |
| Итого   | Итого         | Итого             | 66         | 29         | 4          | 33         | 043,9      |

## Достижения
«Берзлем Порт Вейл»
- Обладатель Благотворительного кубка Северного Стаффордшира: 1885 (разделённая победа)
- Обладатель Кубка Берзлема: 1885

«Сток»
- Чемпион Футбольного альянса: 1890/91

Сборная Англии
- Победитель Домашнего чемпионата Великобритании: 1892